# Haardikkopmos
Haardikkopmos (Brachythecium tenuicaule) is een soort mos uit het geslacht dikkopmos (Brachythecium).

## Determinatie
Haardikkopmos is een klein slaapmos met kruipende stengels en hangende takken. Het lijkt op Cirriphyllum tommasinii, maar de niet-papilouse seta verschilt hiervan.

## Ecologie
Haardikkopmos leeft meestal als epifyt op bomen. Zelden is de soort ook als epiliet in rotsvegetatie aan te treffen.

## Verspreiding
Haardikkopmos is een endemische soort in Europa, waar het wordt aangetroffen in de gematigde bergstreken. zones van het centrale deel van het continent. In Nederland is haardikkopmos zeer zeldzaam.
... · B. albicans (bleek dikkopmos) · B. campestre (velddikkopmos) · B. glareosum (kalkdikkopmos) · B. laetum (rotsdikkopmos) · B. mildeanum (moerasdikkopmos) · B. oedipodium (ijl dikkopmos) · B. plumosum (oeverdikkopmos) · B. populeum (penseeldikkopmos) · B. reflexum (gekromd dikkopmos) · B. rivulare (beekdikkopmos) · B. rutabulum (gewoon dikkopmos) · B. salebrosum (glad dikkopmos) · B. tenuicaule (haardikkopmos) · B. velutinum (fluweelmos) · ...